# Pectinodrilus timmi
Pectinodrilus timmi är en ringmaskart som först beskrevs av Finogenova 1985.  Pectinodrilus timmi ingår i släktet Pectinodrilus och familjen glattmaskar. Inga underarter finns listade i Catalogue of Life.